# Himitsu sentai Gorenger
Himitsu sentai Gorenger (秘密戦隊ゴレンジャー? letteralmente Lo squadrone segreto Gorenger), è una serie televisiva tokusatsu. È stato il primo telefilm della serie Super sentai, divenuta nota in occidente grazie ai Power Rangers. La serie è stata creata da Shōtarō Ishinomori, ed è stata trasmessa sul canale televisivo giapponese NET (ora TV Asahi) dal 5 aprile 1975 al 26 marzo 1977, per un totale di 84 episodi.

## Storia
La pace nel mondo è minacciata dalla nascita di una società segreta internazionale del male chiamata "Kuro Jujigun" ("Esercito della Croce nera"). Le Nazioni Unite istituiscono la squadra speciale "EAGLE" ("EArth Guard LEague") per combattere la minaccia, distribuendola in varie parti del mondo, designate come "blocchi". Uno dei più grandi "blocchi" è il Giappone. Per evitare la squadra speciale, il "Kuro Jujigun" decide di lanciare un attacco a sorpresa contro il Giappone e invia cinque dei suoi più pericolosi cyborg di attacco.
Attraverso il Giappone Kuro Jujigun decima i suoi obiettivi, uccidendo tutti coloro che si oppongono, ma dalle ceneri di queste basi distrutte, cinque giovani reclute miracolosamente sopravvivono e giurano vendetta. A loro il comandante della EAGLE giapponese, Edogawa Kenpachi, fornisce delle speciali tute da battaglia che li rendono capaci di abilità sovrumane. Nasce così lo squadrone Gorenger.

## I protagonisti
La EAGLE
È un'organizzazione dedicata alla difesa del mondo dalla minaccia del Kuro Jujigun.
La EAGLE è stata creata dall'Organizzazione delle Nazioni Unite ed è stata incaricata di difendere varie parti del mondo designate come blocchi (ci sono 10 blocchi nel mondo).
La sede giapponese della EAGLE ha sviluppato la speciale tecnologia utilizzata dai Gorenger. Le loro tute sono state create per combattere i mostruosi cyborg del Kuro Jujigun.
I Gorenger
I Gorenger si trasformano semplicemente gridando "Go!" e ruotando su se stessi senza l'ausilio di speciali bracciali utilizzati nelle serie successive. Al fianco delle loro cinture hanno dei mini razzi chiamati Birdies che usano per volare. Ciascuno dei Gorenger ha un'arma diversa. 
Prima di combattere, i Gorenger lanciano il loro grido di battaglia cinque persone riunite, Gorenger! (５人揃って、ゴレンジャー！, Gonin sorotte, Gorenjā! ?).
Alla fine della serie, Daita e Taro scoprono che le iniziali dei nomi di ciascuno formano il nome Cassiopea (か・し・お・ペ・あ（カシオペア）, Ka-Shi-O-Pe-A (Kashiopea)?), che è la debolezza del Presidente della Croce Nera.
- Tsuyoshi Kaijo (海城 剛, Kaijō Tsuyoshi?)/Akaranger(アカレンジャー, Aka Renjā, Ranger Rosso)

Ha 24 anni ed è il fratello minore del capitano della base della EAGLE a Kantò.
Kaijo venne sottoposto ad allenamenti in strategie e pianificazioni di combattimento sin da giovane, è un leader e stratega nato, che mostra un livello di maturità che va oltre i suoi anni. Era anche l'asso della squadra di calcio giapponese della EAGLE nonché un maestro dei travestimenti. Suo fratello morì quando Kuro Jujigun attaccò la loro base. 
Nei panni di Akaranger, Kaijo è il leader del gruppo e spesso aiuta gli altri a coordinare gli attacchi combinati della squadra come il Gorenger Storm e il Gorenger Hurricane.
Le sue armi sono la pistola laser Silver Shot e la frusta multi uso Red Vute. Akaranger ritorna nel film Gokaiger Goseiger Super Sentai 199 Hero Great Battle, dove dona ai Gokaiger le Gorenger Keys Greater Power.
- Akira Shinmei (新命 明, Shinmei Akira?)/Aoranger (アオレンジャー, Ao Renjā, Ranger Blu)

Ha 25 anni. Si stava allenando a Touhoku quando L'Esercito Della Croce Nera attaccò. È il più maturo dei Gorenger, indossa solitamente abiti da cowboy, è un abile arciere e pilota e sognava di diventare un pilota di auto da corsa. Come Aoranger, Akira è il vice comandante dei Gorenger, pilota le aeronavi Varibloom e Varidreen.
La sua arma era il potente arco Blue Cherry, che nell'episodio 43 viene rimpiazzato dall'Ultra Blue Cherry che lancia frecce esplosive.
- Daita Ooiwa (大岩 大太, Ōiwa Daita), Kiranger I (初代キレンジャー, Shodai Ki Renjā, Ranger Giallo) (1-54, 67-84)

Ha 23 anni. Viene chiamato Dai-Chan da Shinmei, Peggy e Yoko. Daita, campione di Judo, è un ingegnere dalla corporatura robusta e dall'animo gioviale reclutato alla base della EAGLE al Kyushu. È abile nella meccanica e nella matematica, ma ha delle difficoltà a risolvere dei semplici indovinelli. È goloso di riso al curry, del quale ordina sempre numerose porzioni. Come Kiranger è quello fisicamente più forte della squadra ed è armato del Ki-Sticker, un'asta con un pugno all'estremità. 
Possiede anche una radio chiamata YTC che usa per danneggiare circuiti elettronici.
A metà serie, Daita viene promosso a capo della base della EAGLE a Kyushu e rimpiazzato come Kiranger da Daigoro Kumano ma quando quest'ultimo viene ucciso da un cyborg della Croce Nera, Daita ritorna a vestire i panni di Kiranger.
- Daigoro Kumano (熊野 大五郎)/Ki Ranger II (２代目キレンジャー, Nidaime Ki Renjā, Rangger Giallo II) (55-67)

Daigoro ha sostituito Daita nel ruolo di Kiranger ma è stato fra i Gorenger per soli 13 episodi prima di essere ucciso.
- Peggy Matsuyama (ペギー 松山, Pegī Matsuyama)/Momoranger (モモレンジャー, Momorenja, Ranger Rosa)

Ha 18 anni ed è una ragazza euroasiatica (suo padre era svizzero mentre la madre era giapponese) assegnata alla base della EAGLE in Hokkaido nella ingegneria della armi specializzata in esplosivi. 
Si veste sempre in modo elegante. 
Come Momoranger, possiede delle armi dall'aspetto femminile: i suoi orecchini a forma di cuore sono delle bombe che prima di lanciare contro i nemici dice sempre Siete pronti? Ecco qua!(いいわね・・・行くわよ！, Ii wa ne? Iku wa yo!), ha anche degli shuriken a forma di cuore, uno strumento chiamato Momo Mirror che usa per confondere i nemici e il Momo Ceceli che serve a rintracciare i nemici.
- Kenji Asuka (明日香 健二, Asuka Kenji)/Mido Ranger (ミドレンジャー, Mido Renjā, Ranger Verde)

Ha 17 anni. È il membro più giovane della squadra che si stava allenando alla base EAGLE a Kansai. 
È un ragazzo scavezzacollo dal temperamento un po' irascibile. 
Come Midoranger, le sue armi sono il Midorang, un potente boomerang che più tardi venne potenziato e trasformato nel New Midorang e il Mido Puncher, una fionda che lancia proiettili esplosivi.

### Altri personaggi
- Gonpachi Edogawa (江戸川 権八, Edogawa Gonpachi)

È il comandante del blocco giapponese della EAGLE e dei Gorenger. In pubblico, Edogawa è anche il proprietario della rosticceria Gon dove c'è l'ingresso segreto della base dei Gorenger.
- Gon (ゴン)

È un Merlo Indiano parlante che fa da mascotte all'omonima rosticceria. Si burla spesso di Daita.
- Il Comandante Edogawa è assistito da un trio di belle agenti segrete: Yoko Kato (加藤 陽子, Katō Yōko) alias 007, Tomoko Hayashi (林 友子, Hayashi Tomoko) alias 008 e Haruko Nakamura (中村 春子, Nakamura Haruko) alias 009.

Talvolta aiutano i Gorenger nelle loro missioni.

## L'Esercito Della Croce Nera
L'Esercito Della Croce Nera (黒十字軍, Kuro Jūjigun) sono gli antagonisti della serie.
Un'organizzazione criminale internazionale guidata dall'essere extra terrestre conosciuto come Presidente Della Croce Nera; il loro scopo è dominare il mondo e schiavizzare l'umanità.
Utilizzano della tecnologia avanzata per creare un'armata di esseri super umani per attaccare la EAGLE e i Gorenger.
Usano anche la magia per potenziare i propri uomini.
Hanno basi in molti paesi del mondo e il loro quartier generale è il Castello Della Croce Nera(黒十字城, Kuro Jūjijō), una fortezza volante.
- Presidente Della Croce Nera (黒十字総統, Kuro Jūjigun Sōtō): è il malvagio capo supremo dell'Esercito Della Croce Nera.

Non poteva essere sconfitto con armi convenzionali, aveva poteri sovrannaturali ed era molto intelligente.
All'inizio della serie, teneva il suo volto coperto da un cappuccio bianco e nella seconda metà della serie rivela la sua vera identità: si tratta di una macchina umanoide che faceva parte del Castello Della Croce Nera.
Nella battaglia finale, era stato quasi sconfitto dal Gorenger Hurricane dei Gorenger che aveva assunto la forma della costellazione Cassiopea, ma si è trasformato nel Castello Della Croce Nera cercando di sfuggire nello spazio.
I Gorenger lo inseguirono e fecero schiantare le loro motociclette nei punti vitali della fortezza e scapparono prima che esplose distruggendo il Presidente Della Croce
Nera.
- Maschera di Sole (日輪仮面, Nichirin Kamen,15-20): Soprannominato La Stella Dell'Africa (アフリカの星, Afurika no Hoshi).

Un crudele generale riconosciuto per i suoi successi in Africa, è stato mandato in Giappone per eliminare i Gorenger, ma la sua natura di codardo gli impedisce di compiere questa missione.
Ha frequentemente duellato con Akaranger.
Venne definitivamente sconfitto da Akaranger prima con la Spear Whip e poi con il Gorenger Storm.
Maschera di Sole indossa una maschera a forma di sole ed è armato di un'asta che emette fiamme.
- L'Uomo Dalla Maschera Di Ferro Generale Temujin (鉄人仮面テムジン将軍, Tetsujin Kamen Temujin Shōgun,21-42): Detto il Demone Mongolo (モンゴルの鬼, Mongoru no Oni), viene dalla base del deserto del Gobi.

è vanitoso, orgoglioso e lascia spesso che queste due sue caratteristiche vadano di mezzo nei suoi piani.
Era virtualmente invincibile grazie alla sua armatura di acciaio ma venne definitivamente sconfitto quando Aoranger comandò a distanza il Variblune e le bombe usate per la mossa Gorenger Storm esplosero, portando con sé sia Temujin che il Variblune.
- Generale Maschera Vulcanica Magman (火の山仮面マグマン将軍, Hinoyama Kamen Maguman Shōgun): Viene dall'Islanda.

è un individuo freddo e calcolatore, possiede una fortezza volante chiamata Navarone(移動要塞ナバローン, Idō Yōsai Nabarōn).
Ha l'abilità di sparare missili al napalm dalla cima della sua maschera.
Morì quando le Gorenger Machines vennero fatte schiantare dentro Navarone, facendolo esplodere).
- Gran Generale Golden Mask (ゴールデン仮面大将軍, Gōruden Kamen Daishōgun 54-84): il generale più alto di rango dell'Esercito della Croce Nera.

è un esperto nell'uso della magia ed è particolarmente interessato all'astrologia.
è capace di respingere vari attacchi dei Gorenger ed era talmente fedele al Presidente Della Croce Nera che si autodistrusse per poter rivelargli il covo dei Gorenger.
- Gli Zolders (ゾルダー Zorudā?): Sono i guerrieri standard della Croce Nera, usano una varietà di armi, sono assolutamente fedeli al Presidente, assistono il mutante mascherato di turno e vengono sempre sconfitti facilmente dai Gorenger.

Sono tutti vestiti di nero.
Sono state create diverse divisioni di Zolders come gli Africa Troops al servizio di Golden Mask.
Gridano spesso hoi in battaglia.
I mutanti mascherati
I mostri della serie, i mutanti mascherati (仮面怪人, Kamen Kaijin) sono membri dell'Esercito Della Croce nera che sono stati potenziati tramite la chirurgia e la cibernetica.
Ciascuno di essi porta una maschera diversa e varie armi che usano contro i Gorenger.
Vengono sempre distrutti dai Gorenger con la mossa Gorenger Storm o Gorenger Hurricane.
Golden Mask (黄金仮面, Ōgon Kamen?, 1):
Samurai Mask (武者仮面, Musha Kamen?, 1-2):
Bronze Mask (青銅仮面, Seidō Kamen?, 1, 3):
Jade Mask (ヒスイ仮面, Hisui Kamen?, 1, 4):
Poison Gas Mask (毒ガス仮面, Dokugasu Kamen?, 1, 4-5)
Iron Hoop Mask (鉄輪仮面, Kanawa Kamen?, 6)
Crescent Moon Mask (三ヶ月仮面, Mikazuki Kamen?, 7)
Poison Fang Mask (毒牙仮面, Dokuga Kamen?, 7-8)
Witch Mask (魔女仮面, Majo Kamen?, 9)
Wing Mask (翼仮面, Tsubasa Kamen?, 10)
Boat Ear Mask (舟耳仮面, Funamimi Kamen?, 11)
Silver Heat Mask (銀熱仮面, Ginnetsu Kamen?, 12)
Horn Mask (角仮面, Tsuno Kamen?, 13)
Skull Mask (ドクロ仮面, Dokuro Kamen?, 14)
Raibow Mask (虹仮面, Niji Kamen?, 15)
Mirror Mask (鏡仮面, Kagami Kamen?, 15-16)
Black Hair Mask (黒髪仮面, Kurokami Kamen?, 16-17)
One Eyed Mask (一つ目仮面, Hitotsume Kamen?, 18)
Sword Kamen (剣仮面, Tsurugi Kamen?, 19)
Shot Mask (砲丸仮面, Hōgan Kamen?, 21)
Gear Mask (歯車仮面, Haguruma Kamen?, 21-22)
Wire Mask (針金仮面, Harigane Kamen?, 22-23)
Razor Mask (カミソリ仮面, Kamisori Kamen?, 23-24)
Eight Eyed Mask (八ツ目仮面, Yatsume Kamen?, 24-25)
Blue Vein Mask (青すじ仮面, Aosuji Kamen?, 26)
Iron Nail Mask (鉄の爪仮面, Tetsunotsume Kamen?, 27)
Iron Comb Mask (鉄グシ仮面, Tetsugushi Kamen?, 28)
Door Mask (扉仮面, Tobira Kamen?, 29)
Mine Mask (機雷仮面, Kirai Kamen?, 30)
Iron Tube Mask (鉄カン仮面, Tetsukan Kamen?, 31)
Large Hatchet Mask (大ナタ仮面, Ōnata Kamen?, 32)
Iron Princess Mask (鉄ヒメ仮面, Tetsuhime Kamen?, 33)
Red Face Mask (赤面仮面, Sekimen Kamen?, 34)
Steel Mask (スチール仮面, Suchīru Kamen?, 35)
Warship Mask (軍艦仮面, Gunkan Kamen?, 36)
Fork Mask (フォーク仮面, Fōku Kamen?, 37)
Pirate Mask (海賊仮面, Kaizoku Kamen?, 38)
Rock Face Mask (岩面仮面, Iwazura Kamen?, 39)
Iron Basket Mask (鉄カゴ仮面, Tetsukago Kamen?, 40)
Iron Lion Mask (鉄獅子仮面, Tetsujishi Kamen?, 41)
Diamond Mask (ダイヤモンド仮面, Daiyamondo Kamen?, 43)
Electricity Mask (エレキ仮面, Ereki Kamen?, 44)
Sword Shark Mask (剣ザメ仮面, Kenzame Kamen?, 45)
Locomotive Mask (機関車仮面, Kikansha Kamen?, 46)
Bird Fang Mask (鳥牙仮面, Torikiba Kamen?, 47)
Camera Mask (カメラ仮面, Kamera Kamen?, 48)
Horn Bone Mask (つの骨仮面, Tsunobone Kamen?, 49)
Iron Trap Mask (鉄ワナ仮面, Tetsuwana Kamen?, 50)
Gunman Mask (ガンマン仮面, Ganman Kamen?, 51)
Telephone Mask (電話仮面, Denwa Kamen?, 52):
Baseball Mask (野球仮面, Yakyū Kamen?, 53)
Big Ear Mask (大耳仮面, Ōmimi Kamen?, 55)
Faucet Mask (蛇口仮面, Jaguchi Kamen?, 56)
Coxcomb Mask (トサカ仮面, Tosaka Kamen?, 57)
Parabolic Mask (パラボラ仮面, Parabora Kamen?, 58)
Death Bird Mask (死の鳥仮面, Shinotori Kamen?, 59)
Mysterious Bivalve Mask (妖貝仮面, Yōgai Kamen?, 60)
Ox Shoe Mask (牛靴仮面, Gyūgutsu Kamen?, 61)
Rib Mask (アバラ仮面, Abara Kamen?, 62)
Television Mask (テレビ仮面, Terebi Kamen?, 63)
Clock Mask (時計仮面, Tokei Kamen?, 64)
Fallen Leaves Mask (落葉仮面, Rakuyō Kamen?, 65)
Pinwheel Mask (風車仮面, Fūsha Kamen?, 66)
Can Opener Mask (カンキリ仮面, Kankiri Kamen?, 67)
Injection Mask (注射仮面, Chūsha Kamen?, 68)
Pineapple Mask (パイナップル仮面, Painappuru Kamen?, 69)
Tire Mask (タイヤ仮面, Taiya Kamen?, 70)
Piano Mask (ピアノ仮面, Piano Kamen?, 71)
Anchor Mask (イカリ仮面, Ikari Kamen?, 72)
Kendo Mask (剣道仮面, Kendō Kamen?, 73)
Glasses Mask (眼鏡仮面, Megane Kamen?, 74)
Stove Mask (ストーブ仮面, Sutōbu Kamen?, 75)
Iron Spider Mask (鉄グモ仮面, Tetsugumo Kamen?, 76)
Iron Snake Mask (鉄ヘビ仮面, Tetsuhebi Kamen?, 77)
Mammoth Mask (マンモス仮面, Manmosu Kamen?, 78)
Skate Mask (スケート仮面, Sukēto Kamen?, 79)
Iron Tiger Mask (鋼鉄虎仮面, Tetsutora Kamen?, 80)
Iron Kettle Mask (鉄ビン仮面, Tetsubin Kamen?, 81)
Yo-yo Mask (ヨーヨー仮面, Yōyō Kamen?, 82)
Diger Mask (ダイガー仮面, Daigā Kamen?, 83)

## Episodi
1. The Crimson Sun! The Invincible Gorangers (真っ赤な太陽! 無敵のゴレンジャー, Makka na Taiyō! Muteki no Gorenjā?)
2. The Blue Earth! The Deforestation Plan of Death (青い地球! 死の砂漠化計画, Aoi Chikyū! Shi no Sabakuka Keikaku?)
3. Big Counterattack! A Yellow Whirlwind (大逆襲! 黄色いつむじ風, Dai Gyakushū! Kiiroi Tsumujikaze?)
4. A Crimson Kick! Smash the Micro Big Plan (紅のキック! 砕けミクロ大作戦, Kurenai no Kikku! Kudake Mikuro Dai Sakusen?)
5. Green Anger, Immortal Gas-Person (みどり色の怒り 不死身ガス人間, Midori-iro no Ikari Fujimi Gasu Ningen?)
6. Red Riddle! Chase the Spy Route to the Sea (赤い謎! スパイルートを海に追え, Akai Nazo! Supai Rūto o Umi ni Oe?)
7. Pink Moonlight! Wolf Corps (ピンクの月光! オオカミ部隊, Pinku no Gekkō! Ookami Butai?)
8. Black Fear! The Murderous Poison Fang (黒い恐怖! 殺しの毒牙, Kuroi Kyōfu! Koroshi no Dokuga?)
9. Blue Shadow, Variblune Secret Strategy (青い影法師 バリブルーン秘密戦略, Aoi Kagebōshi Bariburūn Himitsu Senryaku?)
10. The Red Balloon! Wind Speed at 100 Meters (赤い風船! 風速100メートル, Akai Fūsen! Fūsoku Hyaku Mētoru?)
11. Green Shudder! The Escape From Ear Hell (みどり色の戦慄! 耳地獄からの脱出, Midori-iro no  Senritsu! Mimi Jigoku Kara no Dasshutsu?)
12. Super Energy of Silver! Burning Hell (銀色の超エネルギー! 焦熱地獄, Gin'iro no Chō Enerugī! Shōnetsu Jigoku?)
13. The Pink Secret! Defeat the Human Bomb (ピンクの秘密! 人間爆弾を倒せ, Pinku no Himitsu! Ningen Bakudan o Taose?)
14. The Red Coffin! The Mysterious Skull Mansion (赤い棺桶! ドクロ屋敷の怪, Akai Kan'oke! Dokuro Yashiki no Kai?)
15. The Big Blue Fortress! Big Raging Variblune (青い大要塞! 大暴れバリブルーン, Aoi Dai Yōsai! Dai Abareru Bariburūn?)
16. White Weirdness! The Eye in the Mirror (白い怪奇! 鏡の中の目, Shiroi Kaiki! Kagami no Naka no Me?)
17. The Purple Theme Park! A Demonic Cemetery (むらさき色の遊園地! 悪魔の墓場, Murasaki-iro no Yūenchi! Akuma no Hakaba?)
18. Horrible Black Crusaders! Attack According to the (Secret) Plan (戦慄の黒十字軍!㊙作戦で攻撃せよ, Senritsu no Kuro Jūjigun! (Hiso) Sakusen de Kōgeki Seyo?)
19. A Blue Spark! The Spy Front That Floats in the Sea (青い火花! 海に浮かぶスパイ戦線, Aoi Hibana! Umi ni Ukabu Supai Sensen?)
20. Crimson Fight to the Death! Sunring Mask vs. Red Ranger (真っ赤な死闘! 日輪仮面対アカレンジャー, Makka na Shitō! Nichirin Kamen Tai Aka Renjā?)
21. Blue Miracle! The Mysterious Airship That Came From Antiquity (青い驚異! 古代から来た怪飛行船, Aoi Kyōi! Kodai Kara Kita Kai Hikōsen?)
22. Yellow Air Raid! Nightmares of Atlantis (黄色い空襲! アトランティスの悪夢, Kiiroi Kūshū! Atorantisu no Akuma?)
23. Green Dogfight! The End of the Mysterious Airship (みどりの空中戦! 怪飛行船の最期, Midori no Kūshūsen! Kai Hikōsen no Saigo?)
24. Blue Anger! Strong Greenmerang, Big Counterattack (青い怒り! 強烈ミドメラン大逆襲, Aoi Ikari! Kyōretsu Midomeran Dai Gyakushū?)
25. Crimson Fuse! The Eighth Torpedo Attack (真赤な導火線! 八ツ目の魚雷攻撃, Makka na Dōkasen! Yattsume no Gyorai Kōgeki?)
26. Seven Vein Changes! The Dreadful Poison Expert (青すじ七変化! 恐怖の毒薬博士, Aosuji Shichi Henka! Kyōfu no Dokuyaku Hakase?)
27. Yellow Object Q! GoRanger Base S.O.S. (黄色い物体Q! ゴレンジャー基地SOS, Kiiroi Buttai Kyū! Gorenjā Kichi Esu Ō Esu?)
28. Big Red Eruption! Infiltrate the Underground Base (赤い大噴火! 地底基地に潜入せよ, Akai Dai Funka! Chitei Kichi ni Sennyū Seyo?)
29. Red Pursuit! The Mysterious Seal Train (赤い追撃! なぞの封印列車, Akai Tsuigeki! Nazo no Fūin Ressha?)
30. Golden Columns of Fire! Consecutive Mines, Big Explosions (金色の火柱! 機雷連続大爆発, Kin'iro no Hibashira! Kirai Renzoku Dai Bakuhatsu?)
31. The Black Challenge! Enrage, Five Stars of Justice (黒い挑戦状! 怒れ五つの正義の星, Kuroi Chōsenjō! Ikare Itsutsu no Seigi no Hoshi?)
32. Hot Blue Wind! No Response from Variblune (青い熱風! バリブルーン応答なし, Aoi Neppū! Bariburūn Ōtō-nashi?)
33. The Red Target! A Fake GoRanger Appears (赤い標的! にせものゴレンジャー出現, Akai Hyōteki! Nisemono Gorenjā Shutsugen?)
34. The Yellow Spy Battle! You Saw the Power of YTC (黄色いスパイ戦! 見たかYTCの威力, Kiiroi Supai Ikusa! Mita ka Wai Tī Shī no Iryoku?)
35. Big Strange Black Bird! Gondola - War Bomber Fleet (黒い大怪鳥! コンドラー戦斗爆撃隊, Kuroi Dai Kai Tori! Kondorā Sentō Bakugeki Tai?)
36. The Fierce Crimson Charge! The Mobile Fortress Invincible Battleship (真赤な猛進撃! 動く要塞無敵戦艦, Makka na Mō Shingeki! Ugoku Yōsai Muteki Senkan?)
37. A Pure White Flash! The Black Cross Führer's True Form (真白い閃光! 黒十字総統の正体, Masshiroi Senkō! Kuro Jūji Sōtō no Shōtai?)
38. The Blue Cliff! The Search for Demonic Pirate Treasure (青い断崖! 悪魔の海賊宝さがし, Aoi Dangai! Akuma no Kaizoku Takara Sagashi?)
39. Crimson Sea of Japan! The Mysterious Meteorite's ESP (真赤な日本海! 怪隕石の超能力, Makka na Nihonkai! Kai Inseki no Chōnōryoku?)
40. The Crimson Vengeance Demon! The Pink Ranger From Hell (紅の復讐鬼! 地獄のモモレンジャー, Kurenai no Fukushū Oni! Jigoku no Momo Renjā?)
41. Big Black Counterattack! The Battle of Tottori Dune (黒い大逆転! 鳥取砂丘の攻防戦, Kuroi Dai Gyakushū! Tottori Sakkyū no Kōbōsen?)
42. The Black Ironman Dies! Farewell, Variblune (黒の鉄人死す! さらばバリブルーン, Kuroi Tetsujin Shisu! Saraba Bariburūn?)
43. The Crimson Phoenix! Enter, the Invincible Varidreen (真赤な不死鳥! 無敵バリドリーン登場, Makka na Fushichō! Muteki Baridorīn Tōjō?)
44. Blue Multi-Purpose Tank! Varitank Launches (青い万能戦車! バリタンク発進, Aoi Bannō Sensha! Baritanku Hasshin?)
45. Dark Sword Shark! Attack of Marine Hitmen (暗黒の剣鮫! 海の殺し屋襲来, Ankoku no Ken Same! Umi no Koroshiya Shūrai?)
46. Black Super Express! Locomotive Mask's Big Rampage (黒い超特急! 機関車仮面大暴走, Kuroi Chōtokkyū! Kikansha Kamen Dai Bōsō?)
47. Big Red Counterattack! Angry FiveRanger (赤い大逆襲! 怒りのゴレンジャー, Akai Dai Gyakushū! Ikari no Gorenjā?)
48. The Black Supply Depot! Close Call at the Theme Park (黒い補給基地! 遊園地危機一髪, Kuroi Hokkyū Kichi! Yūenchi Kikiippatsu?)
49. The Big Green Escape! The Swastika's Trick Play (みどりの大脱走! 卍のトリックプレイ, Midori no Dai Dassō! Manji no Torikku Purei?)
50. The Blue-Winged Secret! Dangerous Varidreen (青い翼の秘密! 危うしバリドリーン, Aoi Tsubasa no Himitsu! Ayaui Shi Baridorīn?)
51. The Making of Blue Counterfeit Money! The Sunset Gunman (青いニセ札づくり! 夕陽のガンマン, Aoi Nisesatsu-dzukuri! Sekiyō no Ganman?)
52. The Pink Telephone Demon! The Murderous Dial (ピンクの電話鬼! 殺しのダイヤル, Pinku no Denwa Oni! Koroshi no Daiyaru?)
53. The Red Home Run King! The Deadly Number 1 (赤いホームラン王! 必殺の背番号1, Akai Hōmu Ran Ō! Hissatsu no Sebangō Ichi?)
54. Crimson Challenge! Fire Mountain's Last Big Eruption (真赤な挑戦! 火の山最期の大噴火, Makka na Chōsen! Hi no Yama Saigo no Dai Funka?)
55. The Colored Daishogun! Tutankamen's Curse (色の大将軍! ツタンカーメンの呪い, Iro no Daishōgun! Tsutankāmen no Noroi?)
56. Blue Summer Vacation! A Demon's Killing Beach (青い夏休み! 魔の殺人海岸, Aoi Natsuyasumi! Ma no Satsujin Kaigan?)
57. The Black Encircling Net! Five-Faced Peggy (黒い包囲網! 五つの顔のペギー, Kuroi Hōi Ami! Itsutsu no Kao no Pegī?)
58. Crimson Ambition! His Excellency the Führer's Gold Castle (真赤な野望! 総統閣下の黄金城, Makka na Yabō! Sōtō Kakka no Ōgon Shiro?)
59. The Crimson South! The Mysterious Big Gold Plan (真赤な南国! 謎のゴールド大作戦, Makka na Nankoku! Nazo no Gōrudo Dai Sakusen?)
60. Blue Inland Sea! The Floating Secret Fortress Island (青い瀬戸内海! 浮かぶ秘密要塞島, Aoi Setonaikai! Ukabu Himitsu Yōsai Shima?)
61. The Pink KO Punch! End Ball Game (桃色のKOパンチ! エンドボール勝負, Momoiro no Kei Ō Panchi! Endo Bōru Shōbu?)
62. The White Mystery! The Trap of the Grim Reaper's Mansion (白い怪奇! 死神館の罠, Shiroi Kaiki! Shinigami Kan no Wana?)
63. A Flash of Black Lightning! The Protruding Cannon (黒い電光石火! 飛び出す大砲, Kuroi Denkōsekka! Tobidasu Taihō?)
64. Blue UFO!! The Space Army's Big Invasion (青いUFO!! 宇宙軍団大襲来, Aoi Yūfō!! Uchū Gundan Dai Shūrai?)
65. The Crimson Suicide Squad!! The Crowded Fight at Black Cross Castle (真赤な決死隊!! 殴りこみ黒十字城, Makka na Kesshitai!! Naguri Komi Kuro Jūji Shiro?)
66. The Red Hostage Exchange!! Battlers' Big Charge (赤い人質交換!! バットラー大襲撃, Akai Hitojichi Kōkan!! Battorā Dai Shūgeki?)
67. Crimson Special Attack!! Yellow Ranger Dies at Sunset (真赤な特攻!! キレンジャー夕陽に死す, Makka na Tokkō!! Ki Renjā Sekiyō ni Shisu?)
68. The Pink Rebellion!! The Big Attack of Needle-Needle-Needle (ピンクの反乱!! 針・針・針の大攻撃, Pinku no Hanran!! Hari-hari-hari no Dai Kōgeki?)
69. The New Multicolored Vehicle!! Varikyūn Launches (五色新兵器!! バリキキューン発進, Goshiki Shinpei Utuswa!! Barikkyūn Hasshin?)
70. Blue Counterattack!! Stop the Space Express (青い逆襲!! 宇宙特急をストップせよ, Aoi Gyakushū!! Uchū Tokkyū o Sutoppu Seyo?)
71. Big Crimson Decisive Battle!! The Earth Migration Plan (真赤な大決戦!! 地球移動計画, Makka na Dai Kessen!! Chikyū Itō Keikaku?)
72. Blue Secrecy!! Baridreen Left to be Dismantled (青い機密!! 解体されたバリドリーン, Aoi Kimitsu!! Kaitai Sareta Baridorīn?)
73. Black Whirlwind!! It's a Contest! A Straight Line (黒いつむじ風!! 勝負だ! 一直線, Kuroi Tsumujikaze!! Shōbu da! Itchokusen?)
74. Freezing Blue Wave!! The Plan to Freeze Earth (青い大寒波!! 地球氷づけ作戦, Aoi Daikan Nami!! Chikyū Kōridzuke Sakusen?)
75. Fiery Crimson Hell!! Stove Mask's Conspiracy (真赤な火炎地獄!! ストーブ仮面の陰謀, Makka na Kaen Jigoku!! Sutōbu Kamen no Inbō?)
76. Crimson Infiltration!! Did You See Tsuyoshi Kaijou? (真赤な潜入!! 君は海城剛を見たか?, Makka na Sannyū!! Kimi wa Kaijō Tsuyoshi o Mita ka??)
77. Black Fear!! The Bloodsucking Snake-Woman (黒い恐怖!! 吸血ヘビ女, Kuroi Kyōfu!! Kyūketsu Hebi Onna?)
78. Black Jamming!! A Primeval Roar (黒い妨害電波!! 原始の雄叫び, Kuroi Hōgaidenpa!! Genshi no Osakebi?)
79. Crimson Pursuit!! The Formless Assassin's True Form (真赤な追跡!! 姿なき暗殺者の正体, Makka na Tsuiseki!! Sugata-naki Ansatsusha no Shōtai?)
80. Crimson Crossing in Enemy Territory! Escape to Hope (真赤な敵中横断! 希望への脱出, Makka na Tekichō Ōdan! Kibō e no Dasshutsu?)
81. Black Doubt!! The Murder Spy's Trap (黒い疑惑!! 殺人スパイの罠, Kuroi Giwaku!! Satsujin Supai no Wana?)
82. Black Magician!! Mystery of the Dollhouse?! (黒い魔術師!! 人形館の怪?!, Kuroi Majutsushi!! Ningyōkan no Kai?!?)
83. Orange First Love!! The Roaring Megalopolis (オレンジ色の初恋!! 吼える大都会, Orenji-iro no Hatsukoi!! Hoeru Daitokai?)
84. Great Crimson Victory!! Shine Forever, Five Stars (真赤な大勝利!! 永久に輝け五つ星, Makka na Daishōri!! Towa ni Kagayake Itsutsu Boshi?

## Film
1. Himitsu sentai Gorenger - Bakudan Hurricane! (秘密戦隊ゴレンジャー 爆弾ハリケーン！ Himitsu sentai Gorenjā - Bakudan Harikēn!, lett. "Lo squadrone segreto Gorenger - Il Bakudan Hurricane!")
2. JAKQ dengekitai tai Gorenger (ジャッカー電撃隊VSゴレンジャー Jakkā dengekitai tai Gorenjā, lett. "Lo squadrone d'assalto JAKQ contro i Gorenger")

NOTA: Il film JAKQ dengekitai tai Gorenger è un crossover con la serie JAKQ dengekitai.
Alcuni episodi della serie sono inoltre stati distribuiti al cinema con titoli differenti e un diverso rapporto d'aspetto. Eccone una lista:
1. Himitsu sentai Gorenger (秘密戦隊ゴレンジャー Himitsu sentai Gorenjā, lett. "Lo squadrone segreto Gorenger"; adattamento dell'episodio 6)
2. Himitsu sentai Gorenger - Aoi daiyōsai (秘密戦隊ゴレンジャー 青い大要塞 Himitsu sentai Gorenjā - Aoi daiyōsai, lett. "Lo squadrone segreto Gorenger - La fortezza azzurra"; adattamento dell'episodio 15)
3. Himitsu sentai Gorenger - Makka na mōshingeki! (秘密戦隊ゴレンジャー 真赤な猛進撃！ Himitsu sentai Gorenjā - Makka na mōshingeki!, lett. "Lo squadrone segreto Gorenger - L'attacco cremisi!"; adattamento dell'episodio 36)
4. Himitsu sentai Gorenger - Hi no yama saigo no daifunka (秘密戦隊ゴレンジャー 火の山最後の大噴火 Himitsu sentai Gorenjā - Hi no yama saigo no daifunka, lett. "Lo squadrone segreto Gorenger - L'ultima eruzione del vulcano"; adattamento dell'episodio 54)

## Personaggi e interpreti
- Tsuyoshi Kaijo, o Akaranger (Naoya Makoto)
- Akira Shinmei, o Aoranger (Hiroshi Miyauchi)
- Daita Ooiwa, o Kiranger I (Baku Hatakeyama)
- Daigoro Kumano, o Kiranger II (Jirō Daruma)
- Peggy Matsuyama, o Momoranger (Lisa Komaki)
- Kenji Asuka o Midoranger (Yukio Itō)
- comandante Kenpachi Edogawa (Toshio Takahara)
- Yoko Kato, o Zero Zero Seven (Eri Kanuma)
- Tomoko Hayashi, o Zero Zero Eight (Megumi Shiragawa)
- Haruko Nakamura, o Zero Zero Nine (Miki Honda)
- Taro Kato (Hiroyuki Konuma)
- primo presidente della Croce nera (Mitsuo Andō, episodi 1-55)
- secondo presidente della Croce nera (Nobuo Yana, episodi 56-84)
- Gon (Saiko Kogawa, voce)
- Maschera di Sole(Hiroshi Masuoka, voce)
- Generale Temujin (Shōzō Iizuka, voce)
- Generale Magman (Eisuke Yoda, episodi 42-45; Shōzō Iizuka, episodi 46-54, voce)
- Grande Generale Golden Mask (Shōzō Iizuka, voce)
- Narratore (Nobuo Tanaka, episodi 1-14; Tōru Ōhira, episodi 15-84)

### Sigle
Sigla di apertura
- Susume! Gorenger (進め！ゴレンジャー Susume! Gorenjā, Procedete! Gorenger).

Sigle di chiusure
- Himitsu Sentai Gorenger (秘密戦隊ゴレンジャー Himitsu Sentai Gorenjā), Sigla di chiusura episodi 1-63.
- Mi Yo!! Gorenger (見よ！！ゴレンジャー Mi yo!! Gorenjā, Guardate!! Gorenger), Sigla di chiusura episodi 64-84.